# Diarrea virale bovina
La diarrea virale bovina (acronimo inglese BVD), anche nota come malattia delle mucose, è una patologia infettiva virale delle specie bovine. È caratterizzata dalla presenza di diarrea, che riduce la produttività lattea e, nelle forme più gravi, può portare al decesso.

## Eziologia
La malattia è causata da un pestivirus della famiglia dei Flaviviridae che può causare tre tipologie di infezione: persistente, acuta, mucosale.